# CITE-FM-1
CITE-FM-1, mieux connu sous le nom de Rouge FM 102,7 (anciennement RockDétente 102,7), est une station de radio québécoise située dans la ville de Sherbrooke diffusant sur la bande FM à la fréquence 102,7 MHz avec une puissance de 100 000 watts à partir du Mont Orford et appartient à Bell Media, couvrant un large territoire.
Elle fait partie du réseau Rouge FM qui comprend neuf stations à travers le Québec.

## Historique
CHLT-FM a été lancé le 17 novembre 1960 en tant que station-sœur de CHLT-AM sous la propriété de La Tribune Inc. qui détient aussi CHLT-TV, à la fréquence 102,7 FM du sommet du Mont Orford avec une puissance de 62 000 watts et diffusait en stéréo.
La station est inaugurée le 15 septembre 1963 et offrait une programmation différente de CHLT-AM le soir entre 18 h et 23 h. La Tribune Inc devient Radio-Television Sherbrooke (1967) Inc. et CHLT-FM se fait acheter par Télémédia en 1970. Le 28 août 1976, les lettres d'appel sont changées pour CITE-FM-1 et diffuse de la programmation de CITE-FM à Montréal, aussi propriété de Télémédia. Le 22 mars 1979, une nouvelle antenne est installée dans la ville de Sherbrooke, CITE-FM-2 à la fréquence 96,1 FM avec une puissance de 50 watts, qui change de fréquence pour le 94,5 FM en 1983. CITE-FM-1 augmente sa puissance à 98 900 watts en 1984.
Bien que CITE-FM-1 partage les lettres d'appel de la station CITE-FM Montréal, il n'y a aucun document du CRTC qui prouve que CITE-FM-1 a servi de ré-émetteur à plein temps pour CITE-FM Montréal, ou que la programmation a toujours été locale.
Télémédia fut acheté par Astral Media en 2002.
Le 18 août 2011, le réseau RockDétente change de nom et devient Rouge FM.
Le 16 mars 2012, Bell Canada (BCE) annonce son intention de faire l'acquisition d'Astral Média, incluant le réseau Rouge FM, pour 3,38 milliards de dollars. La transaction a été refusée par le CRTC. Bell Canada a alors déposé une nouvelle demande le 4 mars 2013, qui a été approuvée le 27 juin 2013.

### Identité visuelle (logo)

Logo de Rock Détente de 2004 au 18 août 2011.
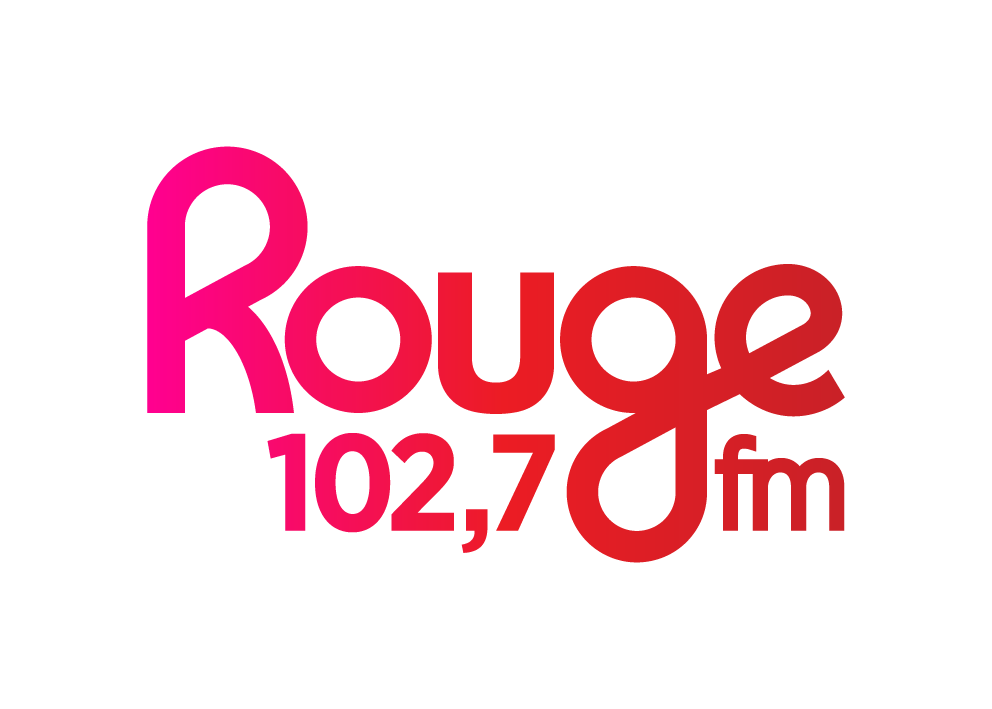
Logo de Rouge FM du le 18 août 2011 au 14 août 2017
Logo depuis le 14 août 2017

## Programmation
La programmation du 102,7 Rouge FM provient de Sherbrooke tous les jours de la semaine de 5 h 30 à midi, et de 13 h à 17 h, ainsi que les week-ends de 6 h à 9 h et 12 h à 16 h.
Le reste de la programmation (retour à la maison, soirs et nuits) provient de Montréal, en réseau sur le réseau Rouge FM.

## Animateurs du 102,7 Rouge FM
- Valérie Ambeault, (Ma musique au travail, avant-midi)
- Jean-François Benoit, (Rouge café)
- Éric Gauthier, (Ma musique au travail, après-midi)
- Richard Langlois, (Rouge café, journaliste)
- Yves Paquette, (Rouge café week-end)
- Kim Pouliot, (Kim Pouliot à Rouge FM)
- Valérie Sirois, (Rouge café)